# Ainos
Ainos är det högsta berget på den grekiska ön Kefalinia med en höjd på 1 628 meter.  Större delen är nationalpark och täcks av grekgran (Abies cephalonica) och svarttall (Pinus nigra), tallskogar finns på 700–1 200 meters höjd. På den norra delen finns flera grottor.
Klara dagar kan man se nordvästra Peloponnesos och Aitolien jämte öarna Zakynthos, Lefkas och Ithaka.
En motorväg, som är en av få vägar på berget, sammanbinder öns sydvästra och östra delar. Mellan 3 000 och 4 000 personer bor på sluttningarna. Toppen täcks av ett flertal TV- och mobiltelefonimaster.